# Крайняя капсула
Крайняя капсула, она же самая наружная капсула (лат. Capsula extrema, англ. Extreme capsule) — это длинный пучок миелинизированных ассоциативных нервных волокон (белого вещества) в головном мозге млекопитающих животных, обеспечивающий двунаправленную связь между такими областями головного мозга, как ограда и инсулярная кора, а также областью Брока и областью Вернике.
Нервные волокна крайней капсулы проходят в тесной близости от ряда других крупных пучков нервных волокон, таких, как крючковидный пучок, наружная капсула, дугообразный пучок, медиальный, нижний и верхний продольные пучки. Для разграничения их может потребоваться МРТ-трактография.
Учитывая двустороннюю связь, обеспечиваемую крайней капсулой между двумя важнейшими корковыми центрами речи — областью Брока и областью Вернике — представляется вероятным, что крайняя капсула играет важную роль в регуляции и обеспечении функций речи. А учитывая то, что она же обеспечивает связь между такими структурами расширенной лимбической системы, как инсулярная кора и ограда, можно предполагать также участие крайней капсулы в регуляции эмоций и внутреннего состояния.
Крайняя капсула лучше всего видна на горизонтальных разрезах головного мозга, латеральнее ограды.

## Дополнительные изображения

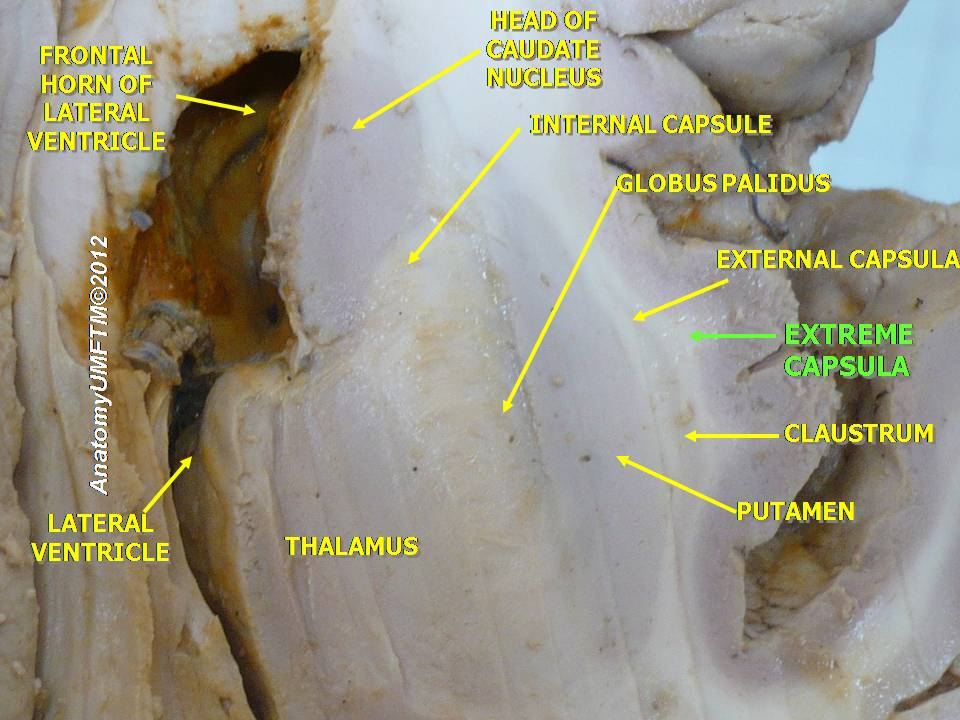
Крайняя капсула
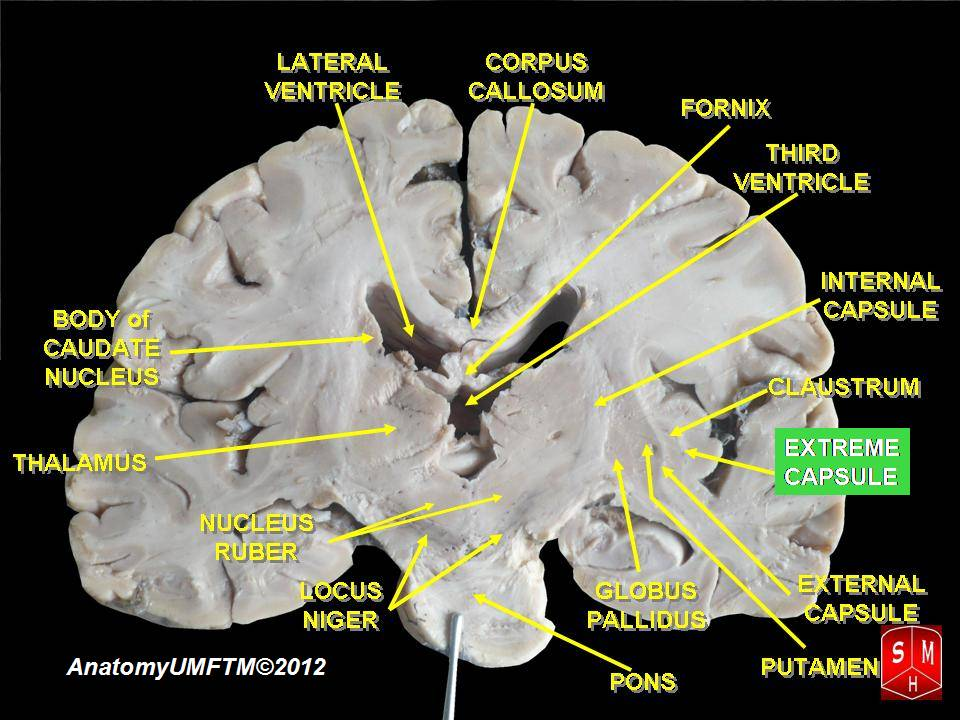
Крайняя капсула